# 安柏·英格利什
安柏·英格利什（英語：Amber English，1989年10月25日—），美國射擊運動員，她代表美國隊參加了日本舉行的2020年夏季奧林匹克運動會，並且在女子定向飛靶比賽上獲得金牌。